# Charles Follen McKim
Charles Follen McKim (24 agosto 1847 – 14 settembre 1909) è stato un architetto statunitense.
Laureato in ingegneria, studiò in seguito architettura a Parigi.
Dapprima lavorò con Henry Hobson Richardson, per poi fondare uno studio associato con William Rutherford Mead (1846-1928) e Stanford White (1853-1906).
I loro primi lavori furono ispirati all'architettura rinascimentale italiana, come la Biblioteca pubblica di Boston, realizzata sul finire dell'Ottocento.
Nella successiva Biblioteca della Columbia University a New York, volsero verso i temi neoclassici del Pantheon romano.